# 钱公桥
31°30′38″N 120°30′54″E / 31.51051°N 120.51501°E
钱公桥、又名丁公桥，位于中华人民共和国江苏省无锡市新吴区鸿山街道七房桥村南前自然村，是无锡市文物保护单位。

## 特点
钱公桥位于中华人民共和国江苏省无锡市后宅与荡口交界处。建立于清朝中期，仿宋建筑，以坚硬的金山石桥面建立。因该桥为当地钱氏家族出资，当地人又称钱公桥。